# ТЕС Lage Weide
52°6′9.8″ пн. ш. 5°4′16.0″ сх. д. / 52.102722° пн. ш. 5.071111° сх. д.
ТЕС Lage Weide (Lageweide) –теплова електростанція у Нідерландах, споруджена за технологією комбінованого парогазового циклу.
Майданчик ТЕС розташований на заході міста Утрехт, на протилежному боці каналу від ТЕС Merwedekanaal. Діяльність станції розпочалась у 1959 році. В 1976-му тут спорудили класичний конденсаційний блок на природному газі із паровою турбіною Alstom потужністю 270 МВт. У 1986-1987 роках його модернізували шляхом встановлення додаткової газової турбіни компанії ABB GT11D5 потужністю 66 МВт, включеної у загальну схему роботи. Створений таким чином парогазовий блок Lage Weide 5 загальною потужністю 271 МВт втім зберігав свій основний котел (можливо відзначити, що подібні операції в кінці 1980-х провели й на інших нідерландських ТЕС, як то Flevo Maxima та Хемвег). В 2000 році внаслідок поламки турбіни його вивели в резерв.
На той час тут вже діяв введений в експлуатацію у 1995 році блок Lage Weide 6. Його оснастили газовою турбіною ABB GT13E2 потужністю 164 МВт та паровою турбіною, які разом видавали біля 250 МВт. Паливна ефективність при цьому складала 54%. Крім того, блок призначався для постачання тепла споживачам Утрехту в обсязі до 180 МВт. При роботі у теплофікаційному режимі його загальна паливна ефективність досягає 87%.
В 2015 році власник станції компанія NUON продала її Eneco Holding N.V. (Eneco). Остання анонсує плани створення на майданчику станції центру з розробки нових енергетичних технологій, які дозволять припинити використання викопного палива.